# Cornelius Dupree
Cornelius Dupree Jr., né le 22 septembre 1959, est un Américain condamné à tort en 1980 au Texas. Accusé de vol aggravé et viol en 1979, il avait été condamné à soixante-quinze ans emprisonnement, essentiellement parce que la victime pensait l'avoir reconnu. Il a été libéré sur parole en juillet 2010, après avoir purgé trente années de la peine. En janvier 2011, les procureurs l'ont blanchi de l'infraction après un test entre son empreinte génétique et des traces de sperme de l'époque. Dupree demandait ce test depuis son incarcération mais cela lui avait été toujours refusé. Il devrait être indemnisé.